# Cereme
Cereme of Ceremai (Indonesisch: Gunung Ceremai, soms ook gespeld Ciremai) is een stratovulkaan op het Indonesische eiland Java. Het is de hoogste berg van de provincie West-Java. De berg is onderdeel van het Nationaal park Gunung Ciremai.